# Сер Оливер
Сер Оливер (енгл. Sir Oliver) измишљени је лик из италијанског стрипа Алан Форд, и један од заштитних ликова тог серијала. Он је особа аристократских манира и префињеног понашања, али га највише карактерише клептоманија и лукавост. После Броја Један, Сер је најспособнији члан Групе ТНТ. Први пут се појављује у другој епизоди Алан Форда, Шупљи зуб, а у епизоди 380, Слалом, напушта Групу ТНТ због добијеног наследства и решених неспоразума са Британском владом. За Сер Оливера се везује чувена фраза: 'Хало Бинг, како брат?', коју он говори приликом продавања украдене робе трговцу Бингу. Сер Оливеров изглед чине карактеристични монокл, полуцилиндар, и господско држање.